# Кірікукюла (Урвасте)
Кірікукюла (ест. Kirikuküla), місцева вимова Керікукюля (ест. Kerikukülä) — село в Естонії, входить до складу волості Урвасте, повіту Вирумаа.